# Marrying Maiden
| Recensione              | Giudizio        |
| ----------------------- | --------------- |
| AllMusic                | [ 1 ]           |
| Sputnikmusic            | 3.8 (Excellent) |
| Piero Scaruffi          | [ 3 ]           |
| Dizionario del Pop-Rock | [ 4 ]           |

Marrying Maiden è il secondo album degli It's a Beautiful Day (che hanno prima di questo disco, avuto un cambiamento d'organico nella band, Linda LaFlamme lascia il posto al tastierista Fred Webb), pubblicato dalla Columbia Records nel giugno del 1970.

## Tracce
Lato A
1. Don and Dewey – 5:10 (Don Bowman, David LaFlamme)
2. The Dolphins – 4:25 (Fred Neil)
3. Essence of Now – 3:15 (Mitchell Mike Holman)
4. Hoedown – 2:25 (David LaFlamme)
5. Soapstone Mountain – 4:15 (David LaFlamme)

Lato B
1. Waiting for the Song – 1:15 (Hal Wagenet)
2. Let a Woman Flow – 4:25 (David LaFlamme, Pattie Santos)
3. It Comes Right Down to You – 3:10 (Fred Webb, Robert Lewis)
4. Good Lovin' – 4:55 (Fred Webb, Mitchell Mike Holman, Marilyn Brodie)
5. Galileo – 3:00 (Hal Wagenet)
6. Do You Remember the Sun? – 3:05 (Fred Webb, Robert Lewis)

## Formazione
- David LaFlamme - voce, violino, chitarra, flauto
- Pattie Santos - voce, percussioni
- Hal Wagenet - voce, chitarra
- Fred Webb - voce, tastiere, corno francese
- Mitchell Holman - voce, basso, moutharp
- Val Fuentes - voce, batteria

## Ospiti
- Jerry Garcia - chitarra, pedal steel guitar, banjo
- Richard Olsen - clarinetto
- Avenue Theatre - organo (brano: Soapstone Mountain)